# Karl Popper
Pour les articles homonymes, voir Popper.
Karl Popper, né le 28 juillet 1902 à Vienne en Autriche et mort le 17 septembre 1994 à Londres (Croydon) au Royaume-Uni, est un enseignant et philosophe des sciences du XXe siècle, autrichien naturalisé britannique. Penseur anticonformiste, il a invité à la réflexion, au dialogue et à la confrontation des idées dans toutes ses œuvres.
Il est célèbre pour ses positions épistémologiques, mais il a su porter un regard nouveau en politique et dans les sciences sociales. Il a collaboré à de hautes discussions avec les plus grands scientifiques de son époque. Sa notoriété s'est établie en élaborant un critère de démarcation entre les sciences expérimentales et les autres savoirs. Il a mis l'accent sur l'idée de réfutabilité par l'expérimentation pour caractériser le savoir scientifique. Il a aussi défini l'ouverture à la critique comme un critère adéquat pour désigner le savoir rationnel en général. Il définit ainsi les théories métaphysiques comme des systèmes irréfutables par l'expérimentation mais il admet la possibilité d'en étudier la pertinence et de les confronter entre elles.
Professeur à la London School of Economics, il souligne la nécessité de fonder les recherches scientifiques sur des « programmes de recherche métaphysique » et inscrit son travail de recherche dans le cadre de l'épistémologie évolutionniste.

## Biographie

### Famille et éducation
Karl Popper est né à Vienne (alors en Autriche-Hongrie) en 1902 dans une famille d'ascendance juive. Ses parents s'étaient convertis au luthéranisme avant sa naissance, et il reçut un baptême luthérien. Le père et la mère de Popper voyaient cette conversion comme une partie de leur assimilation culturelle et non comme un véritable acte de foi. Le père de Karl, Simon Siegmund Carl Popper était un avocat de Bohême et un docteur en droit à l'Université de Vienne ; sa mère Jenny Schiff était d'ascendance silésienne et hongroise. Après s'être installés à Vienne, les Popper connurent une rapide ascension sociale au sein de la vie viennoise : Simon Siegmund Carl devint associé dans le cabinet d'avocats du maire libéral de Vienne, Raimund Grübl et, après la mort de Grübl en 1898, Simon le remplaça à sa tête.
Le père de Karl Popper était bibliophile, il possédait de 12 000 à 14 000 ouvrages dans sa bibliothèque personnelle et s'intéressait à la philosophie, aux classiques ainsi qu'aux questions sociales et politiques. Popper hérita de lui sa bibliothèque et son goût pour la collection d'ouvrages. Plus tard, il dira que son éducation avait pris place dans une atmosphère « décidément livresque ».
Malgré l'homonymie, il n'y a pas de lien de parenté entre Karl Popper et l'ingénieur et philosophe Josef Popper (lequel est parfois présenté, à tort, comme étant son oncle biologique).
Karl Popper quitta l'école à l'âge de 16 ans et étudia les mathématiques, la physique, la philosophie, la psychologie et l'histoire de la musique en tant qu'élève invité à l'Université de Vienne. En 1919, Popper fut séduit par les thèses marxistes et adhéra par la suite à l'Association des étudiants socialistes  . Il devint aussi membre du Parti social-démocrate d'Autriche, à l'époque marxiste. Le 15 juin 1919, après une bataille de rue, la police tira sur huit de ses camarades du parti, pourtant non-armés. Ensuite il rejeta ce qu'il voyait comme une « pseudo-science » : le matérialisme historique de Marx. Il en abandonna l'idéologie et devint dès lors un partisan du social-libéralisme jusqu'à la fin de sa vie.
Il travailla un temps dans les travaux publics, mais en supportant mal la pénibilité du travail. En continuant ses études à l'université comme élève invité, il commença un apprentissage en ébénisterie, duquel il sortit « compagnon ». Il rêvait alors de créer un établissement pour enfants, pour lequel il pensait que sa capacité de fabriquer des meubles pouvait lui être utile. Après cela, il fit un service volontaire auprès d'une clinique du psychanalyste Alfred Adler pour les enfants. En 1922, il passa sa matura (équivalent du Baccalauréat en Autriche) grâce à une école de seconde chance et put enfin rejoindre l'Université en tant qu'étudiant ordinaire. Il passa l'examen pour devenir enseignant en 1924 et commença à travailler comme éducateur dans un foyer pour enfants en difficulté sociale. En 1925, il entra dans le Pädagogisches Institut nouvellement créé tout en continuant d'étudier la philosophie et la psychologie. Dans ces années-là, il rencontra Josefine Anna Henninger avec qui il se mariera plus tard.
En 1928, il obtient un doctorat en psychologie sous la direction de Karl Bühler, avec un mémoire intitulé Die Methodenfrage der Denkpsychologie (Question de méthode en psychologie de la pensée). En 1929, il put enfin enseigner les mathématiques et la physique au lycée. Il épousa sa collègue Josefine Anna Henninger (1906–1985) en 1930. Craignant la montée du nazisme et l'Anschluss, il commença à écrire le soir et la nuit son premier livre Die beiden Grundprobleme der Erkenntnistheorie (Les deux problèmes fondamentaux de la théorie de la connaissance). Il avait besoin d'en publier un pour obtenir un poste académique dans un pays plus sûr pour les personnes d'ascendance juive comme lui. Néanmoins, ce n'est pas ce manuscrit en deux volumes qu'il publia, mais une version condensée Logik der Forschung (Logique de la découverte scientifique) en 1934. Il y critiquait le psychologisme, le naturalisme, l'inductivisme et l'empirisme logique, et y exposa sa théorie de la réfutation potentielle comme le critère démarquant la science et la non-science. Entre 1935 et 1936, il prit un congé sans solde pour une visite d'étude au Royaume-Uni.

### Parcours académique
Il côtoie le Cercle de Vienne (néopositiviste), qui le fait connaître, mais sans jamais y entrer. Sa pensée est influencée par ses lectures de Frege, Tarski et Carnap. « D'après ses propres dires », il a entendu parler du « Cercle de Schlick » surtout vers 1926-1927, rapporte la philosophe Mélika Ouelbani : « il avait fréquenté le séminaire de Carnap et avait eu des discussions privées avec presque tous les membres du Cercle – à savoir, Schlick, Carnap, Waismann, Hahn, Frank, Ludwig Von Mises, Reichenbach et Neurath ».
En 1936, il donne des conférences au Royaume-Uni, où il rencontre ses compatriotes Hayek et Gombrich. En 1937, il accepte une proposition de professeur (lecturer) à Christchurch en Nouvelle-Zélande, où il reste le temps de la Seconde Guerre mondiale.
Début 1946, il revient s'installer à Londres. Sur une proposition de Hayek, il devient professeur à la London School of Economics. Il y fonde en 1946 le département de logique et de méthodologie des sciences. Il participe également à de nombreux séminaires et conférences dans d'autres universités, notamment américaines.
Il est membre de la British Academy.
Il prend sa retraite d'enseignant en 1969 et meurt le 17 septembre 1994, sans avoir eu le temps de rédiger la préface de son dernier recueil de conférences Toute vie est résolution de problèmes.

## Sa pensée

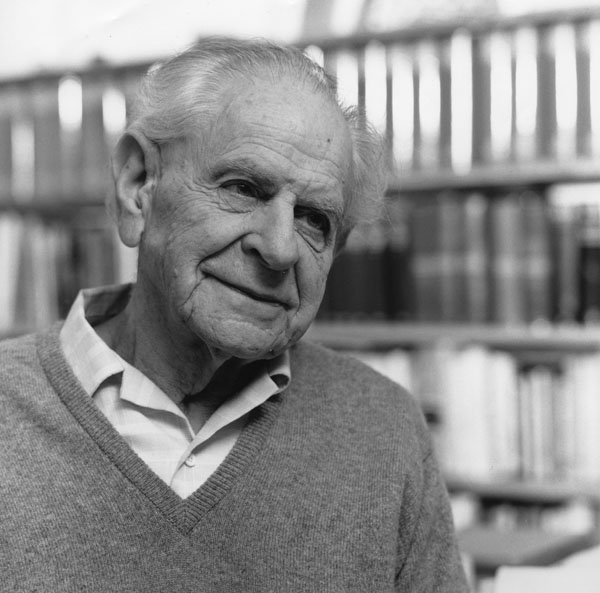
Karl Popper en 1990.

### Philosophie des sciences

#### Le problème de la démarcation
Cette section ne s'appuie pas, ou pas assez, sur des sources secondaires ou tertiaires indépendantes du sujet. Le texte peut contenir des analyses inexactes ou inédites de sources primaires.
Pour l'améliorer, ajoutez-en, ou placez des modèles {{Source secondaire souhaitée}} ou {{Source secondaire nécessaire}} sur les passages mal sourcés. (mai 2024)
Dans Les deux problèmes fondamentaux de la théorie de la connaissance (K. Popper. Ed. Hermann) que sont pour Popper le problème de l'induction (ou « problème de Hume »), et le problème de la démarcation (ou « problème de Kant »), l'auteur précise que puisqu'aucune théorie universelle stricte n'est justifiable à partir d'un principe d'induction sans que cette justification ne sombre dans la régression à l'infini, ceci implique, notamment, qu'aucun énoncé de ce genre ne peut être vérifié sur la base d'un dénombrement d'énoncés particuliers.
Il s'ensuit qu'il faut donc considérer l'induction logique comme un « mythe » dans l'élaboration de toute connaissance objective, et que le passage à un autre mode d'évaluation des théories, devient, par cette voie, logiquement nécessaire : si l'on ne peut évaluer le contenu empirique des énoncés universels stricts de la science, sur la base de leur sous-classe d'énoncés particuliers « permis » par eux, il est par contre possible de les évaluer à partir de tests permettant de confirmer ou d'infirmer l'occurrence d'un seul de leurs énoncés « interdits », ou, comme l'écrit Popper dans La logique de la découverte scientifique, les « falsificateurs potentiels » des énoncés universels stricts.
Pour Popper, le problème fondamental en philosophie des sciences est donc celui de la démarcation : c'est la question de la distinction entre ce qui relève de la science et ce qui relève de la métaphysique, sachant que pour Popper, le bon critère de démarcation doit permettre de distinguer deux types d'énoncés : scientifiques et métaphysiques. (D'où, par exemple, son opposition aux thèses du Cercle de Vienne, lesquelles proposaient d'éliminer complètement la métaphysique, « à tous les stades de l'élaboration de la science », alors que Popper défendait l'idée que toute science nécessite, à ses débuts, dans ses engagements ontologiques, des énoncés métaphysiques, lesquels doivent être, soit éliminés « progressivement », soit transformés en énoncés testables).
Pour comprendre ce problème, il s'interroge d'abord sur la place de l'induction dans la découverte scientifique : d'après la théorie de l'induction telle qu'il la comprend, toutes les sciences sont basées sur l'observation du monde. Comme cette observation est par nature partielle, la seule approche possible consiste à tirer des lois générales de ces observations (remarquons que c'est l'approche générale et fondamentale de tout organisme vivant qui apprend de son milieu). Si cette démarche permet d'avancer, elle ne garantit pas la justesse des conclusions. Pour Popper, il faut donc prendre au sérieux l'analyse de Hume qui montre l'invalidité fréquente de l'induction.
Plutôt que de parler de « vérification » d'une hypothèse, Popper parlera de « corroboration », c'est-à-dire d'un test ou d'une séries de tests indépendants mais inscrits dans une tradition de recherche qu'une théorie aurait passée avec succès et dont la logique consiste toujours à tenter de mettre en échec pour en révéler les potentialités descriptives, explicatives et prédictives. Même par un grand nombre de tests jugés concluants, la corroboration ne permet pas de conclure à la « vérité » (certaine) d'une hypothèse générale (laquelle serait supposée soi-disant « vérifiée » pour toutes les observations « jusqu'à la fin des temps ») ou même à sa grande probabilité. Popper arguant même que le degré de corroboration d'une théorie augmente au contraire son degré d'« improbabilité logique » (qu'il distingue d'une improbabilité mathématique) : plus une théorie est corroborée par des tests, plus elle « interdit » certains faits particuliers de se produire (Cf. chapitre 10 de son livre Conjectures et réfutations). Ces interdictions potentielles, non seulement rendent la théorie de plus en plus logiquement improbable selon Popper, mais elles accroissent aussi ce que nous dit la théorie de son domaine d'étude empirique, et par conséquent sur ses potentialités à être de nouveau mise à l'épreuve par d'autres tests. Pour Popper, les énoncés « permis » par une théorie, par exemple les énoncés particuliers sur l'observation d'autres cygnes blancs, énoncés déductibles de la théorie universelle « tous les cygnes sont blancs », ne disent rien sur les réels pouvoirs descriptifs de cette théorie universelle puisqu'ils ne permettent pas d'en dessiner les contours ou les limites ; sachant qu'une description de quelque objet que ce soit consiste, logiquement, en une discrimination de cet objet par rapport à tout autre, et donc en la classification par « élimination » ou « interdiction » de toute autre caractéristique observable qui ne serait pas propre à l'objet et par conséquent de tout autre objet. La corroboration, pour Popper, demeure donc une sorte de « vérité relative aux tests », et n'est jamais identifiable à une vérité absolue, ou un déterminisme absolu.
Inutile donc, selon Popper, d'accumuler des faits qui s'accordent ou peuvent potentiellement s'accorder avec ce qu'énonce a priori une théorie universelle (donc des faits qui ne font que confirmer la théorie mais qui ne la corroborent pas) pour prétendre en identifier les pouvoirs de description. En d'autres termes, il n'y a que le verre qui entoure l'eau ainsi que tout autre objet qui n'est pas de l'eau (et qui ne peut donc être identique à l'eau) qui puisse permettre de « voir » qu'il y a de l'eau dans ce verre. Nous ne pouvons décrire et même observer l'eau que par rapport à ce qu'elle n'est pas, (comme tout autre objet d'observation) ou ce qui est exclu (…) par le fait de dire : « toutes les fois que nous serons en présence de telle substance, nous pourrons dire que c'est de l'eau » ; car, si « tout était de l'eau » (sans aucune exclusion possible aussi infinitésimale soit-elle, ce qui reste de toute façon impossible à vérifier eu égard au problème de la précision des mesures), alors, plus rien n'existerait, et une telle situation absurde exclurait même la possibilité qu'un individu puisse observer ou même formuler une telle situation, sachant que « l'eau ne parle pas ».
Pour Popper, aucune corroboration ni réfutation ne peut être certaine (Cf. K. Popper, in Le réalisme et la science. Ed. Hermann), ce qui l'écarte de toute accusation de « réfutationnisme naïf ». La certitude d'une réfutation est impossible parce que les conditions initiales permettant d'échafauder les tests, dépendent, elles aussi, d'énoncés universels, et il est toujours possible de sauver une théorie d'une réfutation, grâce à des stratagèmes ad hoc. Mais l'argument le plus important reste celui de la précision des théories, problème expliqué par Popper dans La logique de la découverte scientifique, puis ce même problème insoluble de la précision également démontré par Popper dans L'univers irrésolu, plaidoyer pour l'indéterminisme. Dans le premier ouvrage, Popper démontre que « toute mesure consiste à déterminer des coïncidences de points. Mais toute détermination de ce type ne peut être exacte que dans certaines limites » lesquelles doivent à leur tour être évaluées par d'autres limites et ainsi de suite sachant que chacune des limites à évaluer ne peut l'être que par un intervalle de deux points et ainsi de suite. Dans le second ouvrage, Popper démontre qu'il est impossible de satisfaire à ce qu'il nomme le « principe de responsabilité renforcé » dans un projet de prédiction scientifique, c'est-à-dire d'être « responsable » ou de « rendre compte » avant toute prédiction, de n'importe quel degré de précision dans les mesures possibles à partir desquelles l'on doit calculer aussi le degré de précision des conditions initiales d'une prédiction.
Ceci, loin d'être un défaut du critère de démarcation aux yeux de Popper, ou même de sa méthodologie en général, démontre au contraire qu'il y a toujours une possibilité logique pour continuer la voie de la recherche, en imaginant des tests toujours plus sévères et précis. Ce sont donc toujours en dernier ressort, des « décisions méthodologiques » reconnues par une communauté de chercheurs, qui permettent d'accepter ou de rejeter les résultats d'une corroboration ou d'une réfutation scientifique. Ceci est la raison pour laquelle, Popper précise que son critère de démarcation doit être compris comme étant un « critère méthodologique » de démarcation. (cf. Karl Popper in Le réalisme et la science, Ed. Hermann).
D'autre philosophes, comme Chalmers, Kuhn ou Feyerabend, estiment que la faillibilité du critère de Popper montre que le réfutationnisme est incapable de distinguer quelle théorie est la meilleure, et qu'il échoue donc aussi à décrire le processus de la découverte scientifique, comme le montre Kuhn au sujet de la révolution copernicienne : la théorie de Copernic était en effet réfutée par les observations de l'époque, elle n'a pourtant pas été rejetée et de ce fait la notion de réfutation ne peut en rendre compte.
Dans cette démarche, la théorie doit donc précéder l'observation.
Il rejette cette méthode de l'induction et formule ainsi une critique méthodologique, indépendante de notre capacité à modéliser les raisonnements inductifs, l'induction étant un type de raisonnement courant d'un point de vue cognitif (voir à ce propos le théorème de Cox-Jaynes). Il va lui substituer le principe de la réfutabilité empirique (en anglais, falsifiability). C'est ce principe qui va devenir le critère de démarcation entre science et non-science proposé par Popper.
Il peut être ainsi formulé : « Si on entend par énoncé de base un rapport d'observation, une théorie est dite scientifique si elle permet de diviser en deux sous-classes les énoncés de base :
- la classe des énoncés qui la contredisent, appelés falsificateurs potentiels (si ces énoncés sont vrais, la théorie est fausse) ;
- la classe des énoncés avec lesquels elle s'accorde (si ces énoncés sont vrais, ils la corroborent). »

Le critère de réfutabilité de Popper peut être apparenté dans son principe à un test de réfutabilité bayésien, hormis le fait qu'il travaille uniquement en logique discrète (vrai/faux) tandis que les bayésiens font varier les valeurs de vérité sur une plage continue de l'intervalle ]0;1[. Popper explique pourquoi il décide d'utiliser le terme de corroboration plutôt que de probabilité quand on cherche à évaluer le degré de vérité d'une théorie scientifique. Il faut distinguer en effet deux sens du mot probabilité : son usage ordinaire et son usage au sens du calcul des probabilités. En effet, les hypothèses ou théories scientifiques qui décrivent des événements sont d'autant plus fortes qu'elles sont improbables logiquement : « leur probabilité décroit lorsque leur contenu logique augmente ». Plus une théorie est probable moins elle explique. Or, en sciences, on cherche des théories avec un haut pouvoir explicatif. C'est pourquoi il faudrait distinguer d'une part, « la probabilité d'une hypothèse en fonction des tests qu'elle a passé » qui est plutôt une corroboration car elle n'obéit pas aux règles du calcul des probabilités, c'est le sens du terme probabilité employé ordinairement quand on veut dire qu'une théorie a été mieux testée, et d'autre part, « la probabilité d'un événement (ou d'une hypothèse) en fonction des chances qu'il a de se produire ». Cette distinction avait déjà été faite par Leibniz dans sa célèbre lettre à Conring du 19 mars 1678.
Le principe de réfutabilité de Popper a été critiqué[Comment ?] notamment par Imre Lakatos (1922-1974), Paul Feyerabend (1924-1994) ou Jean-Claude Passeron dans son ouvrage Le Raisonnement sociologique.

#### Réfuter ou falsifier, terminologie
L'accès à l'œuvre épistémologique de Karl Popper est compliqué par l'utilisation du mot falsifier (et ses dérivés) pour traduire l'anglais falsify (et ses dérivés). Comme le signale Catherine Bastyns dans sa Note et remerciements de la traductrice de la version partielle de La connaissance objective publiée en 1978 par les Éditions Complexe : « (Le terme falsifier) construit sur un des termes de l'opposition vrai-faux, (…) avait l'avantage de marquer par son étymologie qu'il s'agissait de démontrer la fausseté, et le désavantage de n'être pas recensé au dictionnaire avec cette signification ».
Karl Popper lui a signalé son souhait que « le terme alors en usage (falsifier) soit remplacé par réfuter (et ses dérivés) ». En effet, « si en anglais et en allemand, les termes concernés signifient à la fois réfuter et adultérer, en français par contre le terme falsifier n'a que ce dernier sens. Un point intéressant est que, même en anglais, « to falsify » est pour lui le synonyme de « to refute ». »

#### Les limites du champ d'application
Cette section ne s'appuie pas, ou pas assez, sur des sources secondaires ou tertiaires indépendantes du sujet. Le texte peut contenir des analyses inexactes ou inédites de sources primaires.
Pour l'améliorer, ajoutez-en, ou placez des modèles {{Source secondaire souhaitée}} ou {{Source secondaire nécessaire}} sur les passages mal sourcés. (mai 2024)
C'est principalement en prenant appui sur des exemples tirés des sciences dites « dures » (physique, chimie, etc.), que Popper démontre le caractère applicable de son critère. (Cf. K. Popper, in Le réalisme et la science).
En outre, puisque tout projet scientifique consiste, in fine, à établir par des tests des explications et des classifications toujours plus précises et riches en contenu des phénomènes étudiés, lesquelles sont exprimables sous la forme d'énoncés universels au sens strict, Popper en vient à proposer une unité de la méthode scientifique :

« Toute vraie science nécessite des énoncés généraux, (des énoncés universels au sens strict), c'est-à-dire des énoncés potentiellement réfutables. Par conséquent, un certain type de tests qui ne peut obéir, logiquement, qu'à des procédures visant à mettre à l'épreuve les théories. Sachant que ces procédures consistent en des tentatives de réfutation, elles aboutissent donc soit à une réfutation effective, soit à la corroboration.

On considère souvent qu'un domaine est une science si le corpus des théories qui y sont généralement admises respecte les critères de Popper. En outre, ce caractère scientifique ou non, n'est en rien un indicateur de la vérité scientifique (puisqu'une théorie n'est considérée comme « possiblement » vraie ou proche du vrai que jusqu'à sa réfutation), ni de l'intérêt scientifique : l'histoire des sciences enseigne que beaucoup de théories scientifiques sont nées sur un terreau qui ne respectait pas les critères actuels pour une science »

Le caractère non scientifique d'une théorie est souvent considéré comme synonyme de « sans intérêt scientifique », ce qui sous-entendrait que la science ne se préoccupe que de ce qui est « scientifique », alors que la science tente de codifier, justement, ce qui ne l'est pas (par exemple, voir histoire des sciences). Ceci finit par desservir l'épistémologie et provoquer le rejet de cette théorie par les défenseurs des domaines attaqués. Pour Popper en revanche, la science est « fille de la métaphysique » et celle-ci peut avoir eu de grands mérites heuristiques.
Selon ce critère, l'astrologie, la métaphysique, l'épistémologie, la plupart des sciences humaines ou encore la psychanalyse ne relèvent pas de la science, puisqu'on ne peut en tirer aucun énoncé prédictif testable et qu'en conséquence, aucune expérience ne permet d'en établir (ou non) la réfutation - et donc une confirmation non plus. En pratique cependant, il n'est pas toujours facile de réfuter une théorie qui échoue à expliquer un fait expérimental, en particulier si on ne dispose pas d'une meilleure théorie. Dans certains cas, deux théories contradictoires peuvent cohabiter, car l'une et l'autre sont soutenues par certains faits et contredites par d'autres, faute d'une meilleure théorie capable d'unifier ces théories contradictoires. La physique, qui est pourtant l'exemple type d'une science gouvernée par l'épistémologie de la réfutabilité, en donne un bon exemple, avec l'énigme de la précession de Mercure que la mécanique newtonienne ne parvenait pas à expliquer, et qui a été résolue par la théorie de la relativité générale, elle-même entrant ensuite en conflit avec certaines des expériences qui soutiennent la mécanique quantique. Différents auteurs[Qui ?] ont défendu qu'une démarche scientifique devait reposer sur l'induction, hors les mathématiques et la logique.

#### Le cas des sciences humaines et sociales
Sur la base d'arguments logiques, Popper soutient une « unité de la méthode scientifique », laquelle implique que la méthode scientifique serait fondamentalement identique quel que soit le projet dans lequel s'insèrent des objectifs de scientificité. En effet, Karl Popper « ne prétend pas qu'il n'y ait aucune différence d'aucune sorte entre les méthodes des sciences théoriques de la nature et celles de la société (…) mais que les méthodes dans les deux domaines sont fondamentalement les mêmes ».
Les arguments de Popper pour soutenir sa thèse épistémologique sont eux-mêmes dépendants de ses thèses en philosophie de la connaissance car il a toujours défendu l'idée que les problèmes relatifs à l'épistémologie et à la méthode scientifique n'en étaient que des « cas particuliers ».
En conséquence, cette « unité de la méthode scientifique » dont parle Karl Popper repose sur les arguments suivants :
- il ne peut absolument pas y avoir d'observation qui soit « pure des faits », (dans aucun domaine, qu'il soit scientifique ou non) ; c'est-à-dire où l'apriori de la théorie, du préjugé, ou de la conjecture ne guide toujours consciemment ou inconsciemment le chercheur ou l'individu dans ses observations sur le monde réel. Il s'oppose, (par ce principe du primat de la théorie sur l'observation), à la notion de "données de sens" ou de "sense data"[21], chère aux philosophes positivistes du Cercle de Vienne. Dans son livre La poursuite de la Vérité, le logicien Willard Van Orman Quine aborde le premier chapitre de son ouvrage en affirmant que : « partant des impacts sur nos surfaces sensorielles, nous avons fait jaillir par notre création collective et cumulative, au fil des générations, notre théorie systématique du monde extérieur »[22] Cependant, Quine souligne page 35, que : « L'épistémologie traditionnelle cherchait dans l'expérience sensorielle un fondement capable d'impliquer nos théories sur le monde, ou au moins de les doter d'un surcroît de probabilité. Sir Karl Popper a longuement souligné, au contraire, que l'observation sert seulement à réfuter les théories et non à les étayer. Nous venons de voir schématiquement pourquoi il en va bien ainsi »[23].

- toutes les théories générales (et en particulier celle dites « scientifiques ») ont nécessairement et quelle que soit la nature des ambitions ou des projets scientifiques qui y sont affiliés, la forme logique d'énoncés universels au sens strict, ou d'« énoncés à propos de tous » (tous les cas passés, présents, et futurs susceptibles d'entrer dans la base empirique de ces énoncés).
- ces énoncés ne peuvent donc être limités dans le temps, et ils sont par conséquent, tous, logiquement incertains et logiquement réfutables mais pas toujours empiriquement réfutables.

- par conséquent, tout objet d'observation, tout objet d'étude, que ce soit dans un cadre non scientifique ou même dépendant d'une communauté de scientifiques, n'est identifiable et formulable que sur la base d'une théorie universelle, sachant que les noms communs qui sont même utilisés dans ces énoncés universels et parce qu'ils ne peuvent être « constitués » (ainsi que le démontre également Popper) dépendent eux aussi de théories universelles strictes. Les énoncés universels au sens numérique, parce qu'ils ne se réfèrent « qu'à une classe finie d'éléments spécifiques dans une région spatio-temporelle, individuelle (ou particulière) et limitée »[24] ne peuvent exprimer que des tendances locales et non des lois universelles requises par l'objectivité et la nécessaire intemporalité des théories scientifiques.
- si ce sont donc bien les théories qu'il faut évaluer, alors, aucune théorie qui soit irréfutable (logiquement et/ou empiriquement) ne peut s'appliquer aux faits. Et cela quel que soit le contexte de recherche scientifique, c'est-à-dire, quel que soit l'objet de recherche qu'il appartienne ou non aux « sciences humaines ». En définitive, et si l'on admet le point de vue de Popper, l'argument du sociologue J.C. Passeron selon lequel la sociologie travaillerait à partir d'énoncés universels au sens numérique, plutôt qu'au sens strict, ne permet pas de justifier que la sociologie puisse accéder au statut de science[25].

Voici comment Karl Popper formule l'impossibilité d'atteindre la scientificité dans certains contextes d'études : « Le concept d'unique s'oppose à celui de typique : le typique se laisse apercevoir dans l'homme individuel lorsqu'on le considère d'un point de vue général donné. C'est pourquoi tout changement de point de vue entraîne un changement dans l'aspect typique. Il semble dès lors impossible à une sociologie, une psychologie, quelles qu'elles soient, ou à toute autre espèce de science de venir à bout de l'individuel ; une science sans point de vue général est impossible ».

##### Sciences sociales
- l'expérimentation contrôlée y est la plupart du temps impossible, notamment dans les sciences sociales ; mais c'est le cas aussi en astronomie, paradigme de la science.
- la comparaison de situations observées n'est pas probante car il est impossible d'être sûr que toutes les conditions sont les mêmes ; mais il faut procéder à des « analyses situationnelles », lesquelles intègrent des généralités de tout ordre.
- il est difficile de séparer les effets des différentes causes qui interviennent dans les situations observées. Mais ce problème est tout à fait général.

Cette position est celle du dualisme méthodologique, selon lequel les méthodes applicables aux sciences de la nature d'une part, et celles applicables aux sciences humaines d'autre part, sont différentes. Elle est l'un des fondements de l'École autrichienne d'économie. Popper quant à lui soutient à la fois l'unité méthodologique de toutes les sciences, et la spécificité des sciences humaines, où un « principe de rationalité » est souvent à l'œuvre.
Popper a donc défendu l'unicité du modèle scientifique. Dans une controverse fameuse avec Theodor Adorno, il défend même l'idée que la sociologie comme science sociale, peut se soumettre à la réfutabilité. L'ensemble de ce débat est résumé dans un ouvrage : De Vienne à Francfort. La querelle allemande des sciences sociales, 1979 (voir à l'intérieur de cet ouvrage la conférence de Popper : « La logique des sciences sociales », et la réponse d'Adorno « Sur la logique des sciences sociales »).

##### Psychanalyse
Paul Ricœur écrit en introduction d'un chapitre de son ouvrage Autour de la psychanalyse : 

« La question de la preuve en psychanalyse est aussi ancienne que la psychanalyse elle-même »

— Paul Ricœur
C'est ainsi qu'à l'extrême et à des degrés divers, le problème de la réfutabilité, posé par Karl Popper au XXe siècle, donne lieu à des controverses autour de domaines tels que la psychanalyse. Dans un article intitulé « La psychanalyse est-elle réfutable? », paru dans la Revue française de psychanalyse, Roger Perron s'interroge sur l'« argument très souvent brandi par les opposants à la psychanalyse » — « répété ad nauseam », ajoute-t-il un peu plus loin — en le rappelant en ces termes : les opposants à la psychanalyse disent aux psychanalystes : « Vos hypothèses sont formulées de telle façon qu’on ne peut pas démontrer qu’elles sont fausses, or Popper a bien dit qu’une hypothèse n’est scientifique que si elle peut être démentie par l’expérience ; donc vous n’êtes pas scientifiques... vous jouez avec la règle “pile je gagne, face tu perds”, de sorte que si le patient approuve, vous avez raison, et s’il nie vous dites aussi que vous avez raison, parce que sa résistance le prouve ».
Perron rappelle que l'essentiel des thèses de Karl Popper a été formulé en 1935 dans Logik der Forschung, « traduit en anglais en 1959, et en français (La logique de la découverte scientifique) seulement en 1973... soit près de quarante ans après la première publication ». Rappel nécessaire, continue-t-il, car « l’argumentation centrale de Popper se réfère à l’état de la science tel qu’elle se présentait il y a trois quarts de siècle, à un moment où relativité et physique quantique venaient bouleverser la physique classique ». Karl Popper, « avec une grande rigueur, [...] s’est alors efforcé de dégager les bases épistémologiques nécessaires selon lui pour remettre de l’ordre dans le tohu-bohu conceptuel de cette période, cela en marquant sa différence avec les néopositivistes du « Cercle de Vienne » dont il avait été compagnon de route ». 

Délia Steinmann rapporte la question  que  posait déjà Popper en 1919 et qu'il évoque dans le premier chapitre de Conjectures et réfutations. La croissance du savoir : 

« Quand doit-on conférer à une théorie un statut scientifique ? »

— Karl Popper, 1919
 Karl Popper poursuit : 

« Existe-t-il un critère permettant d’établir la nature ou le statut scientifique d’une théorie ? [Ce] qui me préoccupait à l’époque [était de] distinguer science et pseudoscience, tout en sachant pertinemment que souvent la science est dans l’erreur, tandis que la pseudoscience peut rencontrer inopinément la vérité »

— Karl Popper, Conjectures et réfutations. La croissance du savoir
 D'après Délia Steinmann, Popper s'intéresse à la psychanalyse dans le contexte historique où il situe ses premières interrogations. Elle le cite toujours dans Conjectures et réfutations. La croissance du savoir : « À la suite de l’effondrement de l’Empire austro-hongrois, une révolution était intervenue en Autriche : il y avait profusion de slogans et d’idées révolutionnaires. Parmi les théories suscitant mon intérêt, la plus importante était incontestablement la relativité einsteinienne. Les trois autres étaient la théorie de l’histoire de Marx, la psychanalyse freudienne et la “psychologie individuelle” d’Alfred Adler » ».
Dans l'entre-deux-guerres, la psychanalyse se trouve concernée par l'interrogation épistémologique de Karl Popper, du fait de « l'articulation entre la psychanalyse comme objet (de connaissance) et la psychanalyse comme praxis. Seule cette dernière pourrait être envisagée comme lieu de « testabilité » de la théorie ». En se référant à François Regnault, D. Steinmann ajoute que telle « fut bien la démarche de Freud [... que]  de toute évidence, Popper ignorait ».

#### La critique de l'historicisme: pour une vision indéterministe du monde
Cette section ne s'appuie pas, ou pas assez, sur des sources secondaires ou tertiaires indépendantes du sujet. Le texte peut contenir des analyses inexactes ou inédites de sources primaires.
Pour l'améliorer, ajoutez-en, ou placez des modèles {{Source secondaire souhaitée}} ou {{Source secondaire nécessaire}} sur les passages mal sourcés. (mai 2024)
Les deux ouvrages ouvertement politiques de Popper sont Misère de l'historicisme et La Société ouverte et ses ennemis, écrits tous les deux au titre d'effort de guerre pendant la Seconde Guerre mondiale. Ils ont pour point focal la critique de l'historicisme et des théories politiques qui en découlent.
Dans la préface à l'édition française (Plon, 1955) de Misère de l'historicisme, Karl Popper explique :

« Qu'il me suffise de dire que j'entends par historicisme une théorie, touchant toutes les sciences sociales, qui fait de la prédiction historique leur principal but, et qui enseigne que ce but peut être atteint si l'on découvre les « rythmes » ou les « motifs » (patterns), les « lois », ou les « tendances générales » qui sous-tendent les développements historiques. »

Le nœud de son argumentation est la preuve strictement logique qu'il est impossible de déterminer le futur, Popper s'étant attaché à défendre l'indéterminisme. Partant du fait que toutes les théories s'appuyant sur une prophétie ou sur un prétendu cours de l'histoire sont invalides, il critique ainsi particulièrement le marxisme qui ramène toute l'histoire connue à la lutte des classes, ce qui n'est qu'une interprétation féconde parmi d'autres, et surtout prétend prédire la chute du capitalisme et la venue nécessaire du communisme via la dictature du prolétariat. L'ouvrage est dédié « À la mémoire des innombrables hommes, femmes et enfants de toutes les convictions, nations ou races, qui furent victimes de la foi communiste ou fasciste en des Lois Inexorables du Destin de l'Histoire. »
Ce qui devait initialement constituer des notes de Misère de l'historicisme prend petit à petit de la consistance et devient La Société ouverte et ses ennemis. Dans cet ouvrage, Karl Popper tente de montrer comment ce qu'il appelle l'historicisme a conduit aux totalitarismes. Plus particulièrement, il s'attache à critiquer trois philosophes reconnus : Platon, Hegel et Karl Marx. Il leur reproche l'erreur fondamentale de mettre en place des systèmes philosophiques historicistes, centrés sur une loi « naturelle » d'évolution du monde : la décadence des choses réelles chez Platon, le développement de l'Esprit chez Hegel et la lutte des classes conduisant à la société sans classes chez Marx.
Au système historiciste, Popper oppose une philosophie essentiellement fondée sur l'indéterminisme. Cette conception suit celle de son épistémologie, selon laquelle la connaissance progresse par essai-erreur (trial and error ce qui se traduit en français par méthode par essais et erreurs) : pour résoudre un problème donné (le problème est toujours premier), on propose plusieurs hypothèses/solutions qu'il s'agit de tester et on élimine celles qui aboutissent à une erreur. Popper tire de cette conception une position politique et idéologique : comme il est impossible de prédire le cours de l'histoire, il faut progresser petit à petit par essai/erreur, d'où une conception « fragmentaire » des sciences sociales (piecemeal social engineering) dans laquelle rien n'est joué d'avance. Au lieu de prévoir un plan d'ensemble pour réorganiser la société, il s'agit, au contraire, de procéder par petites touches, afin de pouvoir comprendre l'effet de telle ou telle mesure, et d'en corriger les inévitables conséquences inattendues.
Popper reste toutefois ambigu sur ce point car il reste « progressiste » au sens où il témoigne d'une foi dans le progrès des sciences. Il pense que les théories successives progressent vers une approximation de plus en plus fine du réel, ce qui a pu provoquer l'accusation de positivisme à son encontre.

### Philosophie politique
Cette section ne s'appuie pas, ou pas assez, sur des sources secondaires ou tertiaires indépendantes du sujet. Le texte peut contenir des analyses inexactes ou inédites de sources primaires.
Pour l'améliorer, ajoutez-en, ou placez des modèles {{Source secondaire souhaitée}} ou {{Source secondaire nécessaire}} sur les passages mal sourcés. (mai 2024)
L'œuvre de Popper ne se limite pas à l'épistémologie. Même s'il s'est toujours refusé à se présenter comme un philosophe politique, il n'en reste pas moins qu'il s'est beaucoup attardé sur la politique et notamment sur le fonctionnement de la démocratie.

#### Une vision politique libérale
Les idées politiques de Popper sont fondamentalement sociales-libérales. Libérales, comme en témoigne sa participation à la fondation de la Société du Mont Pèlerin aux côtés de libéraux très engagés comme Ludwig von Mises, Milton Friedman et Friedrich Hayek, et aussi sociales dans son attachement à la lutte contre la pauvreté et l'aide aux défavorisés et aux minorités, telle que le défendit avec force Karl Marx auquel il reconnait cet apport essentiel à la défense des valeurs humaines.
Comme le dit Jean Baudoin, dans son livre La philosophie politique de Karl Popper, Popper définit un cadre intellectuel et procédural dans lequel les groupements humains peuvent progresser dans la liberté et l'égalité sans tomber sous le coup d'une contrainte collective qui l'emporterait sur la responsabilité personnelle. Il propose en effet une vision du monde dans laquelle la liberté de l'homme est fondamentale et doit être protégée. En particulier, dans sa critique du marxisme et de l'historicisme hégélien, il combat une conception du monde dans laquelle l'homme serait impuissant face à la marche de l'histoire. Popper soutient au contraire que les idées influencent le monde et l'histoire, et que l'homme, en particulier les philosophes, ont une importante responsabilité.
Le libéralisme de Popper n'exclut pas l'intervention de l'État, y compris dans le domaine économique. Au contraire, il en fait une condition de l'exercice des libertés des individus, en raison du paradoxe de la liberté :

« La liberté, si elle est illimitée, conduit à son contraire ; car si elle n'est pas protégée et restreinte par la loi, la liberté conduit nécessairement à la tyrannie du plus fort sur le plus faible. »

Aussi l'État a le devoir de limiter la liberté de telle sorte qu'aucun individu ne doit être amené à être aliéné à un autre :

« C'est pourquoi nous exigeons que l'État limite la liberté dans une certaine mesure, de telle sorte que la liberté de chacun soit protégée par la loi. Personne ne doit être à la merci d'autres, mais tous doivent avoir le droit d'être protégé par l'État. Je crois que ces considérations, visant initialement le domaine de la force brute et de l'intimidation physique, doivent aussi être appliquées au domaine économique. […] Nous devons construire des institutions sociales, imposées par l'État, pour protéger les économiquement faibles des économiquement forts. »

#### Théorie de la démocratie
Popper ne distingue que deux types de régimes politiques : la démocratie et la tyrannie. Comme à son habitude, Popper n'attribue pas plus d'importance qu'il n'en faut aux mots ; on ne doit comprendre, par ces deux termes, que des repères terminologiques. Ainsi, ce n'est pas par l'étymologie que Popper va définir la démocratie, qui serait alors le « gouvernement du peuple ». En effet Popper fait remarquer que le peuple n'a jamais le pouvoir de gouverner, c'est impossible que tous les citoyens gouvernent en même temps. Par contre le peuple peut avoir le pouvoir de juger, de contrôler et d'évincer ceux qui gouvernent. Ainsi la question « Qui doit gouverner ? » n'est pas importante dans un régime démocratique. Depuis Platon c'était la question primordiale, mais selon Popper elle nous engage dans des réponses essentialistes et dogmatiques. Elle est donc néfaste à la préservation de la démocratie.
Popper propose d'en substituer une autre : « Existe-t-il des formes de gouvernement qu'il nous faille rejeter pour des raisons morales ? Et inversement : existe-t-il des formes de gouvernement qui nous permettent de nous débarrasser d'un gouvernement sans violence ? ». C'est la raison d'être d'une démocratie : éviter l'instauration des tyrannies. C'est pourquoi un régime est démocratique s'il donne les moyens aux citoyens de contrôler et de juger les gouvernants. Sera ainsi qualifié de démocratique, un régime dans lequel les dirigeants peuvent être destitués par les dirigés sans effusion de sang. Tout autre gouvernement dans lequel la destitution des dirigeants ne peut passer que par la violence pourra être qualifié de tyrannique.
Le problème auquel s'attachera Popper sera alors de penser l'organisation de la démocratie de telle sorte que celle-ci permette au mieux la destitution des dirigeants. C'est pourquoi Popper penche pour les démocraties qui limitent la démocratie directe et le scrutin proportionnel. Son argumentation, qui fait toutefois l'objet de critiques, est de dire qu'avec la démocratie directe, le peuple est responsable devant lui-même, ce qui induirait une contradiction car le peuple ne pourrait se destituer lui-même. Par ailleurs, selon lui, avec le scrutin proportionnel, la plupart des partis sont nécessairement représentés dans les assemblées dans une plus ou moins grande proportion, quoi qu'il arrive lors des élections, et les partis majoritaires sont alors souvent forcés de devoir gouverner avec eux en créant des coalitions, ce qui signifie en clair que certains partis pourraient toujours participer au pouvoir et ne jamais être destitués.
C'est pourquoi la préférence de Popper va à la démocratie représentative avec scrutin majoritaire, et ce en raison de ce qu'il pense être les faiblesses de la démocratie directe et du scrutin proportionnel. De plus, il semble marquer une nette préférence pour le bipartisme, où le parti opposant a la charge de critiquer les hypothèses formulées par le parti majoritaire, et inversement. Le système des primaires internes aux partis permet de rajouter une autocritique des hypothèses à l'intérieur même des partis.

### Théorie de l'évolution
Cette section ne s'appuie pas, ou pas assez, sur des sources secondaires ou tertiaires indépendantes du sujet. Le texte peut contenir des analyses inexactes ou inédites de sources primaires.
Pour l'améliorer, ajoutez-en, ou placez des modèles {{Source secondaire souhaitée}} ou {{Source secondaire nécessaire}} sur les passages mal sourcés. (mai 2024)

#### Uneépistémologie évolutionniste
Selon Popper, la sélection des hypothèses scientifiques relèverait d'une sélection naturelle identique à celle régissant l'évolution des espèces (voir Charles Darwin). Théorie de la vie et théorie de la connaissance répondraient ainsi d'un même processus de progression par essai et élimination de l'erreur (une position assez proche de celle d'Erwin Schrödinger). C'est pourquoi l'on parle d'épistémologie évolutionniste.
En montrant les analogies existant entre l'évolution des espèces et le développement de la connaissance scientifique, Popper « naturalise » ce faisant les principes fondamentaux de son épistémologie :
1. Le rejet de l'induction : Selon Popper, « la théorie vient avant les faits » : les hypothèses précèdent et orientent l'observation. De même, lorsqu'ils varient, les organismes vivants créent de nouvelles théories sur le monde, de nouvelles hypothèses, que Popper nomme des « attentes » et qui s'assimilent aux théories scientifiques. Seules seront retenues celles qui correspondent à une réalité de l'environnement, celles que l'expérience, la confrontation au milieu ne réfute pas. Par exemple, en augmentant leur vitesse de déplacement et leur réactivité face au danger, les antilopes ont « théorisé » la nécessité de pouvoir fuir rapidement, notamment pour échapper à leurs prédateurs. Schématiquement, les antilopes actuelles descendent donc de celles qui, par le passé, ont su courir assez vite pour échapper aux lions. Elles ne l'ont bien sûr pas fait de manière consciente (voir Konrad Lorenz et l'imprégnation). C'est à travers les modifications héréditaires, les mutations génétiques, que le vivant « essaie » différentes adaptations à l'environnement, différentes « solutions » - qui génèrent à leur tour de nouveaux problèmes, dans une course au perfectionnement que Popper explique notamment à travers l'hypothèse d'un dualisme génétique.
2. L'élimination de l'erreur : La sélection naturelle darwinienne et la sélection naturelle des hypothèses sont semblables dans la mesure où toutes deux mènent à l'élimination de l'erreur. "de l'amibe à Einstein, il n'y a qu'un pas". La seule différence résidant entre Albert Einstein et une amibe est ainsi, selon Popper, que le premier est capable d'« extérioriser » son erreur à travers le langage, tandis que la seconde est condamnée à disparaître avec elle. Une erreur de calcul ne sera pas forcément fatale à Einstein. La sélection naturelle ne pose pas que des problèmes de survie. Des pressions électives peuvent exister à différents niveaux de la vie ou du développement d'un organisme.
3. La résolution de problèmes : En procédant par élimination de l'erreur, la démarche scientifique, tout comme l'évolution, permet de résoudre des problèmes qui, la plupart du temps, n'apparaissent tout à fait clairement qu'une fois résolus. Dans le cas des espèces vivantes, par exemple de l'amibe, ces problèmes doivent être « objectifs » puisque cette dernière n'est pas consciente. La résolution de ces problèmes mènent à des niveaux de connaissance et d'évolution supérieurs - en ce qui concerne la biologie à l'émergence de « formes de vie plus hautes ».
Ainsi, en se basant sur une série d'analogies visant peut-être à fonder ontologiquement le réfutationnisme, Popper estime que « la science » est une activité biologique, en ce qu'elle ressemble à un processus de sélection naturelle, fût-il conscient et orienté.
Ce schéma de sélection naturelle s'articule en trois temps. Soit :
- P1 : Problème initial ;
- TS : Essai de solution (tentative solution en anglais) ;
- EE : Élimination de l'erreur ;
- P2 : Nouveau problème.

P1→TS→EE→P2
Un problème initial amène la production d'hypothèses visant à le résoudre (de P1 à TS). Ces hypothèses sont testées par le moyen de l'expérimentation scientifique (de TS à EE). Enfin, la résolution du problème P1 entraîne l'émergence d'un nouveau problème P2. La logique de la science tout comme celle de la vie répondent, selon Popper, de ce schéma tétradique.

#### Le statut épistémologique de la théorie darwinienne
Popper a soutenu que la théorie de l'évolution darwinienne par sélection naturelle n'était pas véritablement scientifique, car irréfutable et quasi tautologique. En effet, cette théorie énonce que si une espèce survit c'est parce qu'elle est adaptée, et on sait qu'elle est adaptée car on constate sa survie. Il la qualifia ainsi de « programme de recherche métaphysique », ce qui suscita certaines polémiques, parfois très vives. Les créationnistes tentèrent notamment d'utiliser les thèses poppériennes pour discréditer la théorie de l'évolution. Le philosophe finit par rectifier ces interprétations dans une lettre adressée au magazine scientifique The New Scientist (Vol 87, 21 aout 1980, p. 611). Ultimement, il reconnut à la théorie de la sélection naturelle le statut de science véritable : il l'estimait entre autres capable d'expliquer les multiples processus de « causation vers le bas ». Une position que sa propre métaphysique évolutionniste ne pouvait que renforcer.[réf. nécessaire]

### Métaphysique
Cette section ne s'appuie pas, ou pas assez, sur des sources secondaires ou tertiaires indépendantes du sujet. Le texte peut contenir des analyses inexactes ou inédites de sources primaires.
Pour l'améliorer, ajoutez-en, ou placez des modèles {{Source secondaire souhaitée}} ou {{Source secondaire nécessaire}} sur les passages mal sourcés. (mai 2024)

#### Les trois mondes
Au contraire des néo-positivistes du Cercle de Vienne, Popper n'oppose pas la science à la métaphysique. Il a lui-même élaboré une métaphysique mêlant réalisme, indéterminisme et évolutionnisme.
Au cœur de cette métaphysique poppérienne, on trouve « la théorie des Mondes 1, 2 et 3 » :
- Le « Monde 1 » est celui des phénomènes physico-chimiques. « Par « Monde 1 », j'entends ce qui, d'habitude, est appelé le monde de la physique, des pierres, des arbres et des champs physiques des forces. J'entends également y inclure les mondes de la chimie et de la biologie »[41].
- Le « Monde 2 » est celui de la conscience, de l'activité psychique essentiellement subjective. « Par « Monde 2 » j'entends le monde psychologique, qui d'habitude, est étudié par les psychologues d'animaux aussi bien que par ceux qui s'occupent des hommes, c'est-à-dire le monde des sentiments, de la crainte et de l'espoir, des dispositions à agir et de toutes sortes d'expériences subjectives, y compris les expériences subconscientes et inconscientes »[41].
- Le « Monde 3 » est celui de la connaissance objective (des « contenus de pensée » ou « idées »). « Par « Monde 3 », j'entends le monde des productions de l'esprit humain. Quoique j'y inclue les œuvres d'art ainsi que les valeurs éthiques et les institutions sociales (et donc, autant dire les sociétés), je me limiterai en grande partie au monde des bibliothèques scientifiques, des livres, des problèmes scientifiques et des théories, y compris les fausses »[41].

Ces différents « mondes » exercent les uns sur les autres un contrôle plastique, rétroactif. Mais si les deux premiers sont communs aux animaux et aux hommes, le troisième est exclusivement humain car directement lié à l'émergence d'un langage argumentatif. Par ailleurs, le « Monde 3 » possède une autonomie partielle (« La réalité et l'autonomie partielle du Monde 3 »). Popper : « Cela vient principalement du fait qu'une pensée, dès qu'elle est formulée en langage, devient un objet extérieur à nous-mêmes ; un tel objet peut alors être critiqué inter-subjectivement : par les autres aussi bien que par nous-mêmes ». Popper dit lui-même reprendre à Frege cette idée d'un troisième monde, tout en la modifiant.

#### Les quatre fonctions du langage
Aux trois fonctions du langage distinguées par son ancien professeur viennois Karl Bühler, Popper en ajoute une quatrième : la fonction argumentative. Ces 4 fonctions sont les suivantes :
1. la fonction expressive ou symptomatique, où l'animal exprime une émotion, par exemple un cri de douleur ;
2. la fonction de signal, par laquelle l'animal fait passer un message, par exemple par un cri d'alerte ;
3. la fonction de description, par laquelle l'être doué de langage articulé peut décrire à autrui quelque chose, par exemple le temps qu'il fait ;
4. la fonction de discussion argumentée, qui permet à l'homme de discuter rationnellement en exerçant ses facultés critiques, en « argumentant », par exemple lorsqu'on débat d'un problème philosophique.

Au développement de ces fonctions du langage est corrélée l'émergence des différents « Mondes » poppériens. En particulier, le « Monde 3 » apparaît avec la quatrième fonction du langage, et se développe à partir de la troisième.
Tout comme pour les « Mondes 1, 2 et 3 », Popper estime que les quatre fonctions du langage exercent les unes sur les autres un « contrôle plastique ».

#### Le dualisme néo-cartésien de Karl Popper
Par analogie, Popper affirme pouvoir résoudre le principal problème de la philosophie de l'esprit, celui de la relation corps/âme. L'âme exercerait un « contrôle plastique » sur le corps : par exemple, lorsque je me tiens debout, les muscles de mes jambes sont agités d'infimes et indétectables mouvements musculaires visant à assurer la stabilité. L'âme corrige l'équilibre du corps en éliminant les mouvements non appropriés : elle exerce sur lui un « contrôle souple ou plastique ».
Ainsi, Popper s'est posé en défenseur du dualisme et plus précisément de l'interactionnisme. Il estimait en outre que l'hypothèse de René Descartes selon laquelle le lieu de cette interaction se situerait dans l'épiphyse (ou glande pinéale) n'est pas si inepte et improbable que les générations postérieures l'ont laissé entendre. Mais selon lui, l'esprit n'est pas une substance immatérielle, mais un « processus émergent »[Quoi ?], semblable à une force ou à un champ.

### La théorie des propensions
« L'introduction du concept de propension équivaut à une nouvelle généralisation de l'idée de force. […] J'avais insisté sur le fait que l'on ne devrait pas regarder les propensions comme des propriétés inhérentes à un objet, un dé ou une pièce de monnaie par exemple, mais comme des propriétés inhérentes à une situation, dont l'objet fait naturellement partie ».
Pour Karl Popper, même si cette vision du monde (et de l'être humain) à travers les propensions n'est pas sans poser des difficultés au niveau de la méthode expérimentale, (« en créant volontairement des conditions artificielles qui excluent, ou réduisent à néant, l'ensemble des propensions susceptibles d'interférer avec le montage expérimental et de le perturber »), elle propose une approche toujours plus réaliste des faits de la Nature laquelle nous obligerait à attribuer une sorte de réalité à de pures possibilités, à des possibilités pondérées. « Nous allons jusqu'à attribuer une certaine existence à celles qui ne sont pas encore réalisées, dont le sort ne sera décidé qu'au cours du temps, et peut-être un futur lointain ». Selon Popper, le monde devient ainsi un univers de propensions et non plus une machine causale, « un processus de déploiement de possibilités en voie d'actualisation, et de nouvelles possibilités ». Il ajoute que le futur serait aussi « activement présent à tout moment du temps » ; et que la causalité n'est « qu'un cas particulier de propension : le cas d'une propension égale à 1, d'une force ou exigence déterminante d'actualisation. Ce ne sont pas les coups reçus par derrière, du passé, qui nous poussent et nous forment, mais c'est l'attraction, l'attrait de l'avenir et de ses possibilités concurrentes, qui nous attire et nous séduit. C'est là ce qui maintient le déploiement de la vie, et même du monde ».
Popper en conclut « que dans le monde réel, en dehors des laboratoires, et à l'exception du système solaire, aucune loi strictement déterministe ne peut être observée ». Selon Popper, même les pommes, ne sont pas des « pommes newtoniennes », car, « si nous examinons la question d'un point de vue réaliste, aucun déterminisme strict n'est à l'œuvre dans la chute de la pomme de Newton. Et cela est encore plus évident pour ce que l'on appelle nos motivations, et plus généralement pour nombre de nos états mentaux, toujours changeants. Notre inclination à penser en termes déterministes dérive de ce que nous devons agir comme des « moteurs » : nous mettons des corps en mouvement en les poussant. Autrement dit, elle dérive de notre « cartésianisme ». Mais tout cela n'est plus de la science. C'est devenu de l'idéologie ». Enfin, il propose que, « ni notre univers ni nos théories ne sont déterministes, même si à l'évidence de nombreuses possibilités sont exclues par les lois de la nature et celles des probabilités : beaucoup de propensions sont nulles ».

## Distinctions et honneurs
- Chevalier (Kt - 1965)[52]
- Membre de l'Ordre des compagnons d'honneur (CH - 1982)[53]
- Membre de la British Academy (FBA), élu en 1958[54]
- Membre de la Royal Society (FRS), élu en 1976[55]
- Titulaire du Prix Tocqueville (1984).
- Prix International de Catalogne (1989).
- Lauréat du prix de Kyōto (1992)

## Œuvres
- Les deux problèmes fondamentaux de la théorie de la connaissance (titre original : Die beiden Grundprobleme der Erkenntnistheorie, 1930-1933)  — Note de l'éditeur, Hermann : « Loin d'être une simple esquisse - bien au contraire, puisque la célèbre « logique de la découverte scientifique » n'en était à l'origine qu'un résumé - , cette première formulation du falsificationnisme poppérien anticipe certaines idées qui ne réapparaîtront que bien plus tard. »
- Logique de la découverte scientifique (titre original : Logik der Forschung, Logique de la recherche ; The Logic of Scientific Discovery, 1934). Tr. fr., Paris, Payot, 1973.
- La théorie quantique et le schisme en physique, Paris, Hermann, 1996,  (ISBN 2-7056-6307-X). Traduit de The postscript to The logic of scientific discovery. III, Quantum theory and the schism in physic par Emmanuel Malolo Dissakè.
- Misère de l'historicisme (The Poverty of Historicism, 1944-1945). Tr. fr., Paris, Plon, 1956. Édition poche, Paris, Presses-Pocket, 1988, coll. « Agora ».
- La Société ouverte et ses ennemis (The Open Society and Its Enemies, 1945), 2 vols, trad. fr. Jacqueline Bernard & Philippe Monod, Paris, Le Seuil, 1979. Un certain nombre de passages de l'édition originale ont été abrégés. Rééd. Points, 2018.
- Conjectures et réfutations (Conjectures and Refutations: The Growth of Scientific Knowledge, 1963). Tr. fr. de Marie-Hélène et Marc B. de Launay Paris, Payot, 1985.
- La connaissance objective (Objective Knowledge: An Evolutionary Approach, 1972). Tr. fr. partielle de l'anglais (trois premiers chapitres) par Catherine Bastyns, Bruxelles, Complexe, 1978,  (ISBN 978-2-87027-020-2); traduction complète de Jean-Jacques Rosat, Paris, Aubier, 1991.
- La quête inachevée (Unended Quest; An Intellectual Autobiography, 1976). Tr. fr., Paris, Calmann-Lévy, 1981.
- La Télévision, un danger pour la démocratie (1995)
- La Leçon de ce siècle, (1993).
- The Self and Its Brain: An Argument for Interactionism, (1977) [coécrit avec le neurophysiologiste John Carew Eccles].
- The Open Universe: An Argument for Indeterminism, (1982). Tr. fr. L'Univers irrésolu, Paris, Hermann, 1984.
- Le Réalisme et la science, Post-scriptum à "La Logique de la découverte scientifique" Tome 1, éd. établie et annotée par W. W. Bartley III; Paris, Hermann, 1990, trad. de Alain Boyer et Daniel Andler,  (ISBN 2705660372). (Traduit de The Postscriptum to the Logic of Scientific Discovery. I, Realism and the Aim of Science, 1983).
- The Myth of the Framework : In Defence of Science and Rationality, (1994).
- Knowledge and the Mind-Body Problem: In Defence of Interactionism, (1994).
- Toute vie est résolution de problèmes, Arles, Actes Sud, (1997-98), deux volumes, tr. C. Duverney.
- Karl Popper (trad. de l'anglais), Un univers de propensions : deux études sur la causalité et l'évolution, Combas, L'Éclat, coll. « Tiré à part », 1992, 79 p. (ISBN 2-905372-60-5).
- À la recherche d'un monde meilleur, Paris, Les Belles Lettres, (novembre 2011)
- État paternaliste ou État minimal? Remarques théoriques et pratiques sur la gestion de l'État démocratique., Vevey, L'Aire, 1997, préface d'André Verdan, traduit de l'allemand par Corinne Verdan-Moser.